# 俞德妃
俞德妃（—1064年），宋仁宗妃子。
俞氏美貌出眾，是宋仁宗少年时的姬妾，原先封为延安郡君。
景祐四年（1037年）五月初九日，俞氏生下兒子赵昉。但赵昉出生即夭折。景佑五年三月，俞氏册封为才人，九月进美人。
俞氏生下女兒崇庆公主，宝元二年六月进婕妤。但公主也是年幼早夭。皇佑二年十月俞氏进正二品嫔之一的充仪，嘉佑八年三月进昭仪。
俞昭仪在治平元年六月前去世，治平元年六月，宋英宗追赠她贤妃，元符三年四月追赠德妃。